# Killing Is My Business… and Business Is Good!
A Killing Is My Business… and Business Is Good! a Megadeth nevű amerikai thrash metal együttes bemutatkozó nagylemeze, amely 1985 júniusában jelent meg a Combat és a Relativity Records kiadásában. 1985 elején a zenekar 8000 dollárt kapott lemezük felvételére a Combat Recordstól. A pénz nagy részét azonban drogokra, alkoholra és ételre költötték, ami azt jelentette, hogy az eredeti producert kirúgva saját maguknak kellett felvenni a lemezt. Gyenge hangzása ellenére a thrash és speed metal elemeket vegyítő Killing Is My Business… and Business Is Good! albumot jól fogadta a kritika és a közönség is.
Ezen az albumon hallható a These Boots Are Made for Walkin’ sokat vitatott feldolgozása, valamint az örök közönségkedvenc Mechanix. Az album bónuszdalokkal kibővített, remixelt és remasterelt deluxe változata 2002-ben jelent meg a Loud Recordsnál. Ez a változat az 1985-ben Dave Mustaine által tervezett borítóval jelent meg, ami teljesen eltér az eredeti kiadás borítójától.

## Történet
Két hónappal azután, hogy alkohol- és drogproblémái, illetve a James Hetfielddel és Lars Ulrich-val szembeni személyes nézeteltérései és erőszakos viselkedése miatt a szólógitáros Dave Mustaine-t kirúgták a Metallicából, Mustaine és Dave Ellefson basszusgitáros Los Angelesben megalapították a Megadeth-et. Mustaine később így nyilatkozott: „Csak arra emlékszem, hogy miután kirúgtak a Metallicából, vért akartam. Az ő vérüket. Gyorsabb és súlyosabb akartam lenni, mint ők”.
Bosszúvágytól fűtve Mustaine megnövelte a Megadeth zenéjének intenzitását, fokozta az olyan dalok tempóját, mint a Mechanix, amelyet a Metallica új felállása a sokkal lassabb The Four Horsemen képében rögzített. A Last Rites/Loved to Deth Johann Sebastian Bach d-moll toccata és fúgájának (BWV 565) bevezetőjét értelmezi újra felpörgetett sebességgel.
A közel hat hónapig tartó sikertelen énekeskeresés után Mustaine úgy döntött, hogy az énekesi feladatokat ő maga vállalja el amellett, hogy az együttes első számú szövegírója, fő dalszerzője, valamint egyik szóló- és ritmusgitárosa is ő volt. 1984 elején a Megadeth egy háromszámos demofelvételt készített, és a demo hatására a New York-i székhelyű független lemezkiadó, a Combat Records szerződést ajánlott a Megadeth-nek. 1985 elején a zenekar 8000 dollárt kapott lemezük felvételére a Combat Recordstól. Azonban miután a pénz felét drogokra, alkoholra és ételre költötték, el kellett bocsátaniuk az eredeti producert, és saját maguknak kellett felvenni a lemezt az Indigo Ranch Studiosban, Malibun.
Az albumon hallható Nancy Sinatra klasszikus These Boots Are Made for Walkin' című dalának speed metal feldolgozása a Megadeth előadásában, Mustaine dalszövegváltozatával. A feldolgozás sok vitát szült a későbbi években, amikor Lee Hazlewood, a dal eredeti szerzője, „aljasnak és gorombának” ítélte Mustaine változtatásait, és követelte a dal eltávolítását a lemezről. A perrel való fenyegetés hatására a dalt visszavonták minden 1995 után megjelent kiadásról. 2002-ben az albumot a dal egy újraszerkesztett változatával adták ki, a Mustaine-féle változtatásokat kisípolva a szövegből. A 2002-es újrakiadáshoz fűzött megjegyzéseiben Mustaine erősen kritizálja Hazlewoodot és megemlíti, hogy Hazlewood majdnem tíz éven át felvette a feldolgozásért járó szerzői jogdíjakat, mielőtt kifogásolta volna a változtatásokat.

## Borító
A fémes-koponyás borító nem az eredetileg tervezett lemezborító volt. Dave Mustaine gitáros/énekes és Dave Ellefson basszusgitáros is többször egyeztetett telefonon a Combat Recordsszal, hogy a kiadó a Mustaine által megrajzolt Vic Rattleheadet, a Megadeth szimbólumának szánt figurát az elképzeléseiknek megfelelően jelenítse meg a borítón. A grafikai stúdió azonban elkavarta a borítótervet, és helyette a saját, kisköltségvetésű improvizációjukat tették a lemez borítójára, amit Mustaine és az egész zenekar sértésként vett.

## Megjelenés és promóció
1985 nyarán az Exciter együttes társaságában turnézott először a zenekar az Egyesült Államokban és Kanadában, hogy bemutassák a Killing Is My Business… dalait. A Killing for a Living elnevezésű turné közben Chris Poland gitáros hirtelen elhagyta a zenekart; a hátralévő koncerteken Mike Albert játszott a helyén. Poland később, 1985 októberében újra csatlakozott a Megadeth-hez és egészen a következő lemez felvételéig velük maradt.
Az album 1985 júniusában jelent meg, és a mai napig az egyetlen Megadeth-nagylemez, amely nem került fel a Billboard 200 eladási listára, elsősorban azért, mert egy független kiadónál jelent meg, kevés reklámmal. Az album ennek ellenére is a Combat Records egyik legtöbb példányban elkelt kiadványa lett.
2009. június 4-én az album egy újabb limitált változata jelent meg "Digipack LP Miniature CD" formátumban. Magát a CD-t a tetején barázdált, LP-re emlékeztető fekete műanyagra nyomták; a borító az eredeti, elveszettnek hitt grafika, és a These Boots nem szerepel a dalok között.

## Fogadtatása
A Killing is My Business… and Business Is Good! albumot a kritikusok általában pozitívan értékelték. A Megadeth hivatalos honlapja úgy jellemzi a Killing is My Business…-t, hogy „kétségtelenül a legnyersebb hangzású, legintenzívebb, leggyorsabb, legdühösebb, és összességében a legthrashesebb albumuk, amit valaha kiadtak”. Steve Huey az AllMusic kritikusa azt mondja, hogy a lemez „annyira nyers, amennyire a Megadeth csak lehet, és ez egyszerre jó és rossz -- a Megadeth későbbi precíz, komplex riffelése és dalszerkezetei itt még nem fejlődtek ki teljesen, de a zenét hatalmas energiával vezetik elő, miközben Mustaine éneke (ami sosem volt az erőssége) a legjobb esetben is amatőr”. Arian Totalis a Metal Storm magazintól nyolc csillaggal jutalmazta a lemezt, és dicsérte Chris Poland and Gar Samuelson hozzájárulását az anyaghoz, kijelentve, hogy „fúziós jazz játékuk Ellefson és Mustaine punk/hard rock ízű stílusával vegyítve egy időtlen kombináció, egy valódi halálos erő, amivel számolni kell”.
Adrien Begrand a PopMatters kritikusa hangzása miatt utasította el az eredeti felvételt, de dicséri az újrakiadást, amiről 2002-ben így írt: „az album dühödt intenzitással lobog, és lévén egy 1985-ös nagylemez, a tartalom, bár kissé elavult, frissítő változatosság ahhoz a külvárosi szorongáshoz képest, ami manapság a nu metalban eluralkodott. Ehelyett olyan vidám sztorikkal kezel minket, mint a Megtorló képregényen alapuló címadó dal, az okkult The Skull Beneath the Skin, és az eszelősen bombasztikus krisztusi nézőpont a Looking Down the Cross dalban.”. A Sputnikmusichoz tartozó Mike Stagno egyetért a remasterelt változat dicséretével, nagyra értékeli, mert „eltűnt az 1985-ös verzió sercegő, szinte hallgathatatlan megszólalása, helyet adva egy élesebb, tisztább hangzásnak. De nincs ok aggodalomra, az album továbbra is megőrizte azt a nyers, thrashes hangzást, amit egy '80-as évekbeli thrash bandától vár az ember”. A lemezt "kiválóra" értékelték a honlapon.

## Utóélete
A Mechanix az 1980-as és 1990-es években a zenekar koncertfavoritjává vált, és az egyetlen dal volt az albumról, ami felkerült a 2005-ös Greatest Hits: Back to the Start válogatásra, aminek számlistáját a rajongók szavazatai alapján állították össze. Mustaine időnként úgy konferálja fel a dalt a koncerteken, hogy kihangsúlyozza a különbséget „az ő verziójuk (a Metallicáé)” (utalva a The Four Horsemenre) és a „mi verziónk” között.
A Mechanix kivételével a Killing Is My Business… dalait ritkán játsszák élőben. 2010. október 21-én, a Jägermeister Music Tour utolsó állomásán Kerry King, a Slayer gitárosa csatlakozott a színpadon a Megadeth-hez a Gibson Amphitheaterben, Hollywoodban, és közösen eljátszották a Rattlehead című számot. 26 év után ez volt az első alkalom, hogy Kerry King a Megadeth-tel lépett fel azóta, hogy 1984-ben a zenekar első koncertjein ő gitározott Mustaine mellett. Az Austrian Death Machine nevű thrash metal együttes a Killing Is My Business… and Business Is Good! dalt dolgozta fel Double Brutal című albumán.

## Az album dalai
Az összes szám szerzője Dave Mustaine, kivéve a jelzett helyeken. 
| 1. | Last Rites/Loved to Deth                                       | 4:42 |
| 2. | Killing Is My Business… and Business Is Good!                  | 3:08 |
| 3. | The Skull Beneath the Skin                                     | 3:48 |
| 4. | These Boots (szöveg: Mustaine, Lee Hazlewood; zene: Hazlewood) | 3:40 |
| 5. | Rattlehead                                                     | 3:43 |
| 6. | Chosen Ones                                                    | 2:56 |
| 7. | Looking Down the Cross                                         | 5:03 |
| 8. | Mechanix                                                       | 4:25 |

| 1.  | Last Rites/Loved to Deth                                                                      | 4:41 |
| 2.  | Killing Is My Business… and Business Is Good!                                                 | 3:07 |
| 3.  | The Skull Beneath the Skin                                                                    | 3:48 |
| 4.  | Rattlehead                                                                                    | 3:43 |
| 5.  | Chosen Ones                                                                                   | 2:55 |
| 6.  | Looking Down the Cross                                                                        | 5:02 |
| 7.  | Mechanix                                                                                      | 4:25 |
| 8.  | These Boots (zene és szöveg: Hazlewood; Mustaine minden korábbi szövegváltoztatása kisípolva) | 3:39 |
| 9.  | Last Rites/Loved to Deth (demo)                                                               | 4:16 |
| 10. | Mechanix (demo)                                                                               | 3:59 |
| 11. | The Skull Beneath the Skin (demo)                                                             | 3:11 |

| 1.  | Last Rites/Loved to Deth                                                | 4:44 |
| 2.  | Killing Is My Business… and Business Is Good!                           | 3:08 |
| 3.  | The Skull Beneath the Skin                                              | 3:48 |
| 4.  | Rattlehead                                                              | 3:43 |
| 5.  | Chosen Ones                                                             | 2:53 |
| 6.  | Looking Down the Cross                                                  | 5:03 |
| 7.  | Mechanix                                                                | 4:25 |
| 8.  | These Boots (zene és szöveg: Hazlewood; vocals re-cut by Dave Mustaine) | 3:42 |
| 9.  | Last Rites/Loved to Deth (live - 1987 London, UK)                       | 4:48 |
| 10. | Killing Is My Business...And Business Is Good! (live - 1986 Denver, CO) | 4:08 |
| 11. | The Skull Beneath the Skin (live - 1990 London, UK)                     | 3:36 |
| 12. | Rattlehead (live - 1987 Bochum, Germany)                                | 4:05 |
| 13. | Chosen Ones (live - 1986 Denver, CO)                                    | 3:49 |
| 14. | Looking Down the Cross (live - 1986 Denver, CO)                         | 4:40 |
| 15. | Mechanix (live - 1986 Denver, CO)                                       | 3:47 |
| 16. | Last Rites/Loved to Deth (demo)                                         | 4:15 |
| 17. | The Skull Beneath the Skin (demo)                                       | 3:12 |
| 18. | Mechanix (demo)                                                         | 4:00 |

## Közreműködők
- Dave Mustaine – ének, szóló- és ritmusgitár, zongora
- Chris Poland – ritmus- és szólógitár
- Dave Ellefson – basszusgitár, háttérvokál
- Gar Samuelson – dobok, üstdob

## Fordítás
Ez a szócikk részben vagy egészben  a   Killing Is My Business... and Business Is Good! című angol Wikipédia-szócikk ezen változatának fordításán alapul.  Az eredeti cikk szerkesztőit annak laptörténete sorolja fel. Ez a jelzés csupán a megfogalmazás eredetét és a szerzői jogokat jelzi, nem szolgál a cikkben szereplő információk forrásmegjelöléseként.